# حزب شاب التقدمي
حزب شاب التقدمي هو حزب سياسي في كينيا.

## التاريخ
تم إنشاء الحزب بواسطة ألفريد موتوا، حاكم مقاطعة مشاكوس، في 25 أغسطس 2016.  في الانتخابات العامة لعام 2017، أيد الحزب الرئيس الحالي أوهورو كينياتا،  وفاز أيضًا بأربعة مقاعد في الجمعية الوطنية. 

## روابط خارجية
- الموقع الرسمي